# Torikaebaya monogatari
 (septembre 2021).
Si vous disposez d'ouvrages ou d'articles de référence ou si vous connaissez des sites web de qualité traitant du thème abordé ici, merci de compléter l'article en donnant les références utiles à sa vérifiabilité et en les liant à la section « Notes et références ».
Le Torikaebaya monogatari (とりかへばや物語, en français Si on les échangeait) est un roman (monogatari) japonais du XIIe siècle. L’auteur et la date de publication exacte en sont inconnus. On doute même du sexe de l’écrivain, certains affirmant qu’une telle œuvre n’a pu être écrite que par une femme, et d’autres, le contraire.
Le sujet du roman est peu commun et d'un progressisme évident si on considère le siècle où il a été écrit. L'ouvrage ne manque pas de susciter, encore aujourd'hui, le débat polémique parmi les spécialistes, nombre d'entre eux considérant qu'il s'agit là d'une œuvre de comédie, d'autres y voyant un sujet tout à fait sérieux.

## Aperçu de l’œuvre
Cette œuvre d’une exceptionnelle originalité narre la vie à la cour d’un frère et d’une sœur qui échangent leur identité sexuelle. Leur but : pour le héros, séduire l’empereur et devenir ainsi « impératrice » ; pour l’héroïne, devenir le bon « époux » d’une femme de la cour. Tout l'ouvrage joue constamment sur ce changement d’identité.
L'ouvrage est divisé en quatre parties.

## Interprétation possible
Une telle œuvre ne saurait avoir qu'une seule interprétation. Il est certain qu’on peut juger aujourd’hui de la portée d’un tel ouvrage, les esprits étant plus ouverts, encore que le Japon semble cultiver depuis la plus haute antiquité un goût pour la pédérastie eu égard à divers courants culturels tel le waka shūdō, car au Japon jouer sur le genre est un divertissement populaire que l'on rencontre dans les fêtes religieuses et scolaires et qui est bien représenté dans la littérature.
On peut cependant tirer de cette œuvre l’idée qu’un homme et une femme ne doivent pas toujours agir selon des normes biologiques, mais peuvent, de temps à autre, s’enrichir de traits féminins ou masculins.

## Postérité des thèmes
L'un des personnages (l'androgyne Torikaebaya) présente des traits communs avec la Séraphîta d'Honoré de Balzac : l'union de la féminité et de la masculinité a quelque chose de divin.

## Traduction
Le Torikaebaya monogatari a été traduit en français par Renée Garde sous le titre Si on les échangeait. Le Genji travesti.